# Chuck Berry
Charles Edward Anderson "Chuck" Berry (18 tháng 10 năm 1926 – 18 tháng 3 năm 2017), là một nghệ sĩ guitar, ca sĩ, nhạc sĩ và là một trong những người khai sinh ra nhạc rock 'n' roll. Ông cũng được coi là một trong những nghệ sĩ guitar xuất sắc nhất của lịch sử. Với những ca khúc bất hủ của mình như "Maybellene" (1955), "Roll Over Beethoven" (1956), "Rock and Roll Music" (1957) và "Johnny B. Goode" (1958), Chuck Berry đã đưa R&B vào trong những cấu thành của rock 'n' roll, với nhiều ca từ viết về tuổi trẻ, cùng với đó là tập trung tới guitar solo và guitar bè – những thương hiệu của nhạc rock nguyên thủy. Nói về Chuck Berry, Joe Perry viết cho tờ Rolling Stone: "[Ông ấy] là Ernest Hemingway của rock & roll."
Sinh ra trong một gia đình bậc trung ở St. Louis, Missouri, Chuck Berry có niềm đam mê âm nhạc từ nhỏ và sớm có những buổi trình diễn tại trường trung học Sumner. Ngay từ khi còn học trung học, Berry đã phải đi trại cải tạo từ năm 1944 tới năm 1947 vì tội ăn cướp có vũ khí. Khi mãn hạn, Berry lập gia đình và mở một cửa hàng sửa chữa ô tô. Đầu năm 1953, theo lời mời của nghệ sĩ nhạc blues T-Bone Walker, ông đồng ý tham gia trình diễn tạo nên nhóm Johnnie Johnson Trio. Nhóm nhạc tan rã sau khi Berry tới Chicago vào tháng 5 năm 1955 và gặp Muddy Waters, người gợi ý ông tới gặp Leonard Chess của hãng Chess Records. Với Chess, Berry đã thu âm ca khúc để đời đầu tiên "Maybellene" với hàng triệu bản được bán và đứng số 1 tại bảng xếp hạng của Billboard. Cuối những năm 50, ông đã trở thành một ngôi sao với nhiều ca khúc nổi tiếng, các vai diễn trên truyền hình và nhiều tour diễn khắp nơi. Ông cũng lập nên một quán bar ở St. Louis có tên Berry's Club Bandstand. Tháng 1 năm 1962, ông bị kết án tù 3 năm khi trái phép đưa một em bé 14 tuổi đi xuyên tiểu bang với mục đích tình dục.
Năm 1963 sau khi chịu 20 tháng tù, Berry tiếp tục gây ấn tượng với các ca khúc như "No Particular Place to Go", "You Never Can Tell", và "Nadine" song không có được những thành công như trong thập niên 50. Trong những năm 70, ông trở nên khắt khe hơn trong trình diễn và thay đổi liên tục các nhóm cộng tác. Năm 1979, ông được tại ngoại sau khi bị kết tội 4 tháng tù vì những cáo buộc liên quan tới trốn thuế.
Chuck Berry là một trong những nghệ sĩ đầu tiên được đề cử vào Đại sảnh Danh vọng Rock and Roll vào năm 1986 với lời tựa "Ông ấy không những chỉ lối chúng ta qua giai điệu của rock 'n' roll mà còn qua cả những quan điểm của rock 'n' roll nữa." Ông cũng là người đứng thứ 5 trong danh sách 100 nghệ sĩ vĩ đại nhất của tạp chí Rolling Stone. Danh sách 500 ca khúc được vinh danh tại Đại sảnh Danh vọng Rock and Roll có 3 ca khúc của Berry: "Johnny B. Goode", "Maybellene" và "Rock and Roll Music".

## Danh sách đĩa nhạc
- After School Session
- One Dozen Berrys
- Chuck Berry Is on Top
- Rockin' at the Hops
- New Juke Box Hits
- Two Great Guitars (cùng Bo Diddley)
- St. Louis to Liverpool
- Chuck Berry in London
- Fresh Berry's
- Chuck Berry's Golden Hits
- Chuck Berry in Memphis
- From St. Louie to Frisco
- Concerto in "B Goode"
- Back Home
- San Francisco Dues
- The London Chuck Berry Sessions
- Bio
- Chuck Berry
- Rockit
- Chuck